# Wertheimerhaus (Eisenstadt)

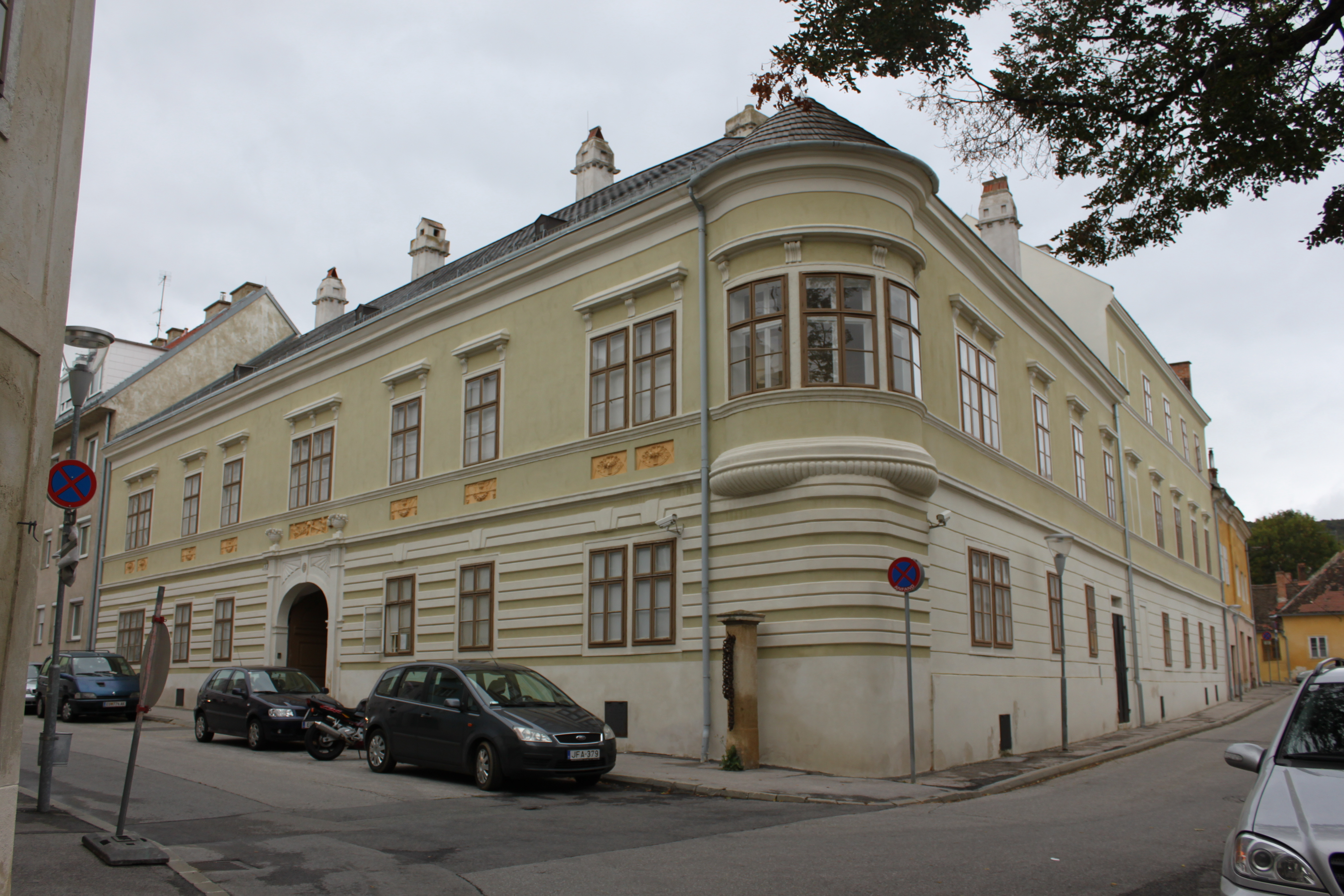
Wertheimerhaus in Eisenstadt

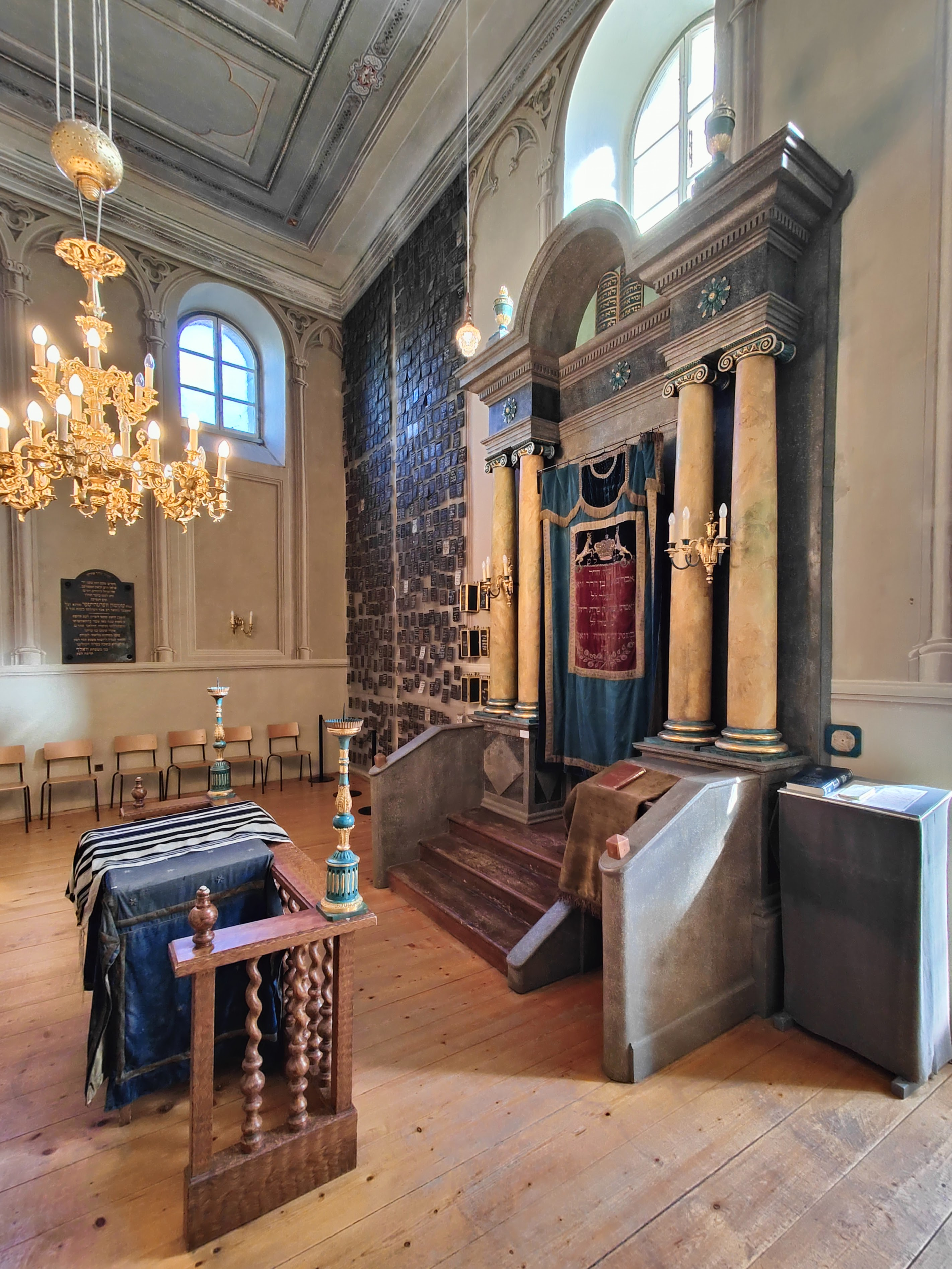
Ehemalige Privatsynagoge im ersten Stock

Das Wertheimerhaus in Eisenstadt, der Landeshauptstadt des Bundeslandes Burgenland in Österreich, wurde 1719 errichtet und aufgrund von Verdiensten des Bauherrn Samson Wertheimer (1658–1724) für das Haus Esterházy von den Esterhazys finanziert. Das zweigeschoßige Bauwerk mit einem runden Eckerker befindet sich an der Ecke Unterbergstraße und Alexander-Wolf-Gasse.

## Geschichte
Der Palais wurde 1875 von der Familie Wolf erworben, die darin neben Wohnungen für Familienmitglieder und Bedienstete den Hauptsitz der Weinhandlung Leopold Wolf’s Söhne einrichtete.
Das Wertheimerhaus befand sich 75 Jahre im Besitz der Familie Wolf. Im Jahr 1945 wurde es vom Landesverband Burgenland des Österreichischen Roten Kreuzes erworben.

## Heutige Nutzung
Seit 1979 befindet sich im Wertheimerhaus das Österreichische Jüdische Museum.